# Desafío 2013: África, el origen
Desafío 2013: África, el origen fue la décima temporada del reality show colombiano Desafío, producido y transmitido por Caracol Televisión. Su presentadora es Margarita Rosa de Francisco. Este reality cumple 10 años de transmisión, con la del año 2013, cuyo eslogan es África, El Origen. El programa fue estrenado el día lunes 13 de mayo de 2013 después de la emisión de Noticias Caracol de las 7:00pm.
La premisa del concurso consistió en que compitieron 21 participantes, (7 famosos, 7 exparticipantes y 7 desconocidos), divididos en 3 equipos: Celebridades, Sobrevivientes y Retadores.

## Producción

Senegal en donde se grabó el programa.

El programa se estrenó el día 13 de mayo de 2013 por Caracol Televisión. El centro de operaciones del programa está a 16 horas de Bogotá y, como estrategia, Caracol TV no reveló el lugar para mantener el carácter de aislados. Los productores decidieron realizar una edición de sólo 3 equipos como motivo de conmemoración a los diez años del exitoso reality. Las filmaciones eran transmitidas por televisión con veinte días de desfase, lo que producía que se filtrara información.

## Casting
Aunque Canal Caracol no realizó ningún casting masivo para formar a su grupo de participantes, los competidores desconocidos fueron seleccionados de postulantes de temporadas anteriores que estuvieron a punto de clasificar e ingresar al reality. El día domingo 14 de abril de 2013 fue dada a conocer la lista de participantes famosos a través de la web del canal Caracol. El día anterior fue dado a conocer la lista de exparticipantes que formaron parte del equipo de los sobrevivientes.

## Cambios en el formato
En ediciones anteriores lo que se conocía como "Playa alta", en esta edición se llamó Hotel safari, una casa con todas las comodidades y lujos de la vida moderna; "Playa media" llevó el nombre de La tribu, un lugar en donde los participantes fueron acogidos por los Cerer, una comunidad nativa que los recibió no sólo como anfitriones, sino como embajadores culturales de sus tribus, y El desierto, es el nombre con el que se ha bautizado en esta temporada, a la peor de todas las "Playa baja" que han existido en el reality show.

## Equipo del programa
- Presentadora: Margarita Rosa de Francisco lidera las competencias que se dispútan en el programa.

## Participantes
| Fusión       | Fusión       | Fusión                                                                                | Fusión | Fusión                                             | Fusión  |
| Participante | Participante | Participante                                                                          | Edad   | Situación actual                                   | Estadía |
| ------------ | ------------ | ------------------------------------------------------------------------------------- | ------ | -------------------------------------------------- | ------- |
|              |              | Carolina Jaramillo Historiadora. Exparticipante de Desafío 2010.                      | 21     | Ganadora de Desafío 2013                           | 54 días |
|              |              | Alejandro Herrera Fotógrafo de profesión y deportista.                                | 28     | Finalista de Desafío 2013                          | 54 días |
|              |              | Halem Castillo Guardia de seguridad. Exparticipante de Desafío 2008.                  | 37     | Semifinalista Eliminado en la batalla final        | 51 días |
|              |              | Cindy Jiménez Estudiante de comunicación social.                                      | 21     | 18.ª Eliminada en duelo de habilidad y resistencia | 50 días |
|              |              | Claudia Moreno Actriz y modelo.                                                       | 35     | 17.ª Eliminada en duelo de resistencia             | 48 días |
|              |              | Juan David Agudelo Actor, modelo y presentador de televisión.                         | 31     | 16.º Eliminado en duelo de agilidad                | 46 días |
|              |              | Stephanie Carrillo Comunicadora social. Exparticipante de Desafío 2008.               | 27     | 15.ª Eliminada en duelo de equilibrio              | 44 días |
|              |              | Fabián Guzmán Profesor de Yoga y música infantil. Exparticipante de Desafío 2009.     | 31     | 14.º Eliminado con 4/7 votos                       | 42 días |
|              |              | Martín Suárez Buzo industrial. Exparticipante de Desafío 2012.                        | 27     | 13.er Eliminado en duelo de habilidad              | 40 días |
| Etapa 2      |              |                                                                                       |        |                                                    |         |
|              |              | Jaime Andrés Espinal Escritor.                                                        | 32     | 12.º Eliminado en duelo de coordinación            | 38 días |
|              |              | Fabián Mendoza Actor.                                                                 | 37     | 11.er Eliminado en duelo de resistencia            | 35 días |
|              |              | Julián Arias Fumigador.                                                               | 32     | 10.º Eliminado en duelo de puntería                | 31 días |
|              |              | María Luisa Calle Ciclista olímpica.                                                  | 44     | 9.ª Eliminada en duelo de habilidad                | 28 días |
|              |              | Hassam Gómez Comediante.                                                              | 36     | 8.º Eliminado en duelo de habilidad                | 25 días |
|              |              | Silvia Becerra Modelo. Exparticipante de Desafío 2012.                                | 25     | 7.ª Eliminada en duelo de habilidad                | 22 días |
|              |              | Daniel Cortés Tatuador y profesor de Artes Marciales. Exparticipante de Desafío 2010. | 30     | 6.º Eliminado en duelo de fuerza                   | 19 días |
| Etapa 1      |              |                                                                                       |        |                                                    |         |
|              |              | Jonathan Aaron Hurtado Abogado.                                                       | 27     | 5.º Eliminado con 2/5 votos                        | 16 días |
|              |              | Mónica Rodríguez Presentadora de televisión.                                          | 39     | 4.ª Eliminada con 4/6 votos                        | 13 días |
|              |              | Gregorio Pernía Actor.                                                                | 43     | 3.ª Eliminado con 7/7 votos                        | 10 días |
|              |              | Elizabeth Loaiza Modelo y estudiante de derecho.                                      | 24     | 2.ª Eliminada con 3/6 votos                        | 7 días  |
|              |              | Lina María Quintero Administradora.                                                   | 35     | 1.ª Eliminada con 2/7 votos                        | 4 días  |

- Semana 1 - 5:

     Participante del equipo Sobrevivientes.
     Participante del equipo Celebridades.
     Participante del equipo Retadores.
- Semana 6 - 12:

     Participante del equipo Celebridades.
     Participante del equipo Retadores.
- Semana 13 - Final:

     Participante del equipo Fusión (Competencia individual).

### Participantes en competencias anteriores
| Carolina Jaramillo | Desafío 2010: La lucha de las regiones, el brazalete dorado | 2010 | 12.° Lugar |
| Daniel Cortés      | Desafío 2010: La lucha de las regiones, el brazalete dorado | 2010 | 7.º Lugar  |
| Fabián Guzmán      | Desafío 2009: La lucha de las regiones, la revancha         | 2009 | 3.º Lugar  |
| Halem Castillo     | Desafío 2008: La lucha de las regiones                      | 2008 | 8.º Lugar  |
| Martín Suárez      | Desafío 2012: El fin del mundo                              | 2012 | 9.º Lugar  |
| Silvia Becerra     | Desafío 2012: El fin del mundo                              | 2012 | 17.° Lugar |
| Stephanie Carrillo | Desafío 2008: La lucha de las regiones                      | 2008 | 14.° Lugar |

## Fases de la competencia

### Equipos
A continuación, se encuentra una tabla, la cual indica cómo fueron conformados los equipos:
| Semana:      | 1 - 5              | 1 - 5              | 1 - 5                  |  | 6 - 12             | 6 - 12               |
| Equipos:     | Sobrevivientes     | Celebridades       | Retadores              |  | Celebridades       | Retadores            |
| Integrantes: | Carolina Jaramillo | Claudia Moreno     | Alejandro Herrera      |  | Claudia Moreno     | Alejandro Herrera    |
| Integrantes: | Daniel Cortés      | Fabián Mendoza     | Cindy Jiménez          |  | Fabián Mendoza     | Cindy Jiménez        |
| Integrantes: | Fabián Guzmán      | Gregorio Pernía    | Elizabeth Loaiza       |  | Hassam Gómez       | Jaime Andrés Espinal |
| Integrantes: | Halem Castillo     | Hassam Gómez       | Jaime Andrés Espinal   |  | Juan David Agudelo | Julián Arias         |
| Integrantes: | Martín Suárez      | Juan David Agudelo | Jonathan Aaron Hurtado |  | María Luisa Calle  | Martín Suárez        |
| Integrantes: | Silvia Becerra     | María Luisa Calle  | Julián Arias           |  | Fabián Guzmán      | Silvia Becerra       |
| Integrantes: | Stephanie Carrillo | Mónica Rodríguez   | Lina María Quintero    |  | Carolina Jaramillo | Daniel Cortés        |
| Integrantes: |                    |                    |                        |  | Halem Castillo     | Stephanie Carrillo   |

### Individuales
| Semana:      | 13 - Final         |
| ------------ | ------------------ |
| Instancia:   | Fusión             |
| Integrantes: | Alejandro Herrera  |
| Integrantes: | Carolina Jaramillo |
| Integrantes: | Cindy Jiménez      |
| Integrantes: | Claudia Moreno     |
| Integrantes: | Fabián Guzmán      |
| Integrantes: | Halem Castillo     |
| Integrantes: | Juan David Agudelo |
| Integrantes: | Martín Suárez      |
| Integrantes: | Stephanie Carrillo |

## Resultados generales
| Participante | Participante | Participante | Semana    | Semana    | Semana    | Semana    | Semana    | Semana                | Semana                | Semana                | Semana                | Semana                | Semana                | Semana                | Semana            | Semana            | Semana            | Semana            | Semana            | Semana            | Semana            | Semana            |  |
| Participante | Participante | Participante | Etapa 1   | Etapa 1   | Etapa 1   | Etapa 1   | Etapa 1   | Etapa 2: "Pre-fusión" | Etapa 2: "Pre-fusión" | Etapa 2: "Pre-fusión" | Etapa 2: "Pre-fusión" | Etapa 2: "Pre-fusión" | Etapa 2: "Pre-fusión" | Etapa 2: "Pre-fusión" | Etapa 3: "Fusión" | Etapa 3: "Fusión" | Etapa 3: "Fusión" | Etapa 3: "Fusión" | Etapa 3: "Fusión" | Etapa 3: "Fusión" | Etapa 3: "Fusión" | Etapa 3: "Fusión" |  |
| Participante | Participante | Participante | 1         | 2         | 3         | 4         | 5         | 6                     | 7                     | 8                     | 9                     | 10                    | 11                    | 12                    | 13                | 14                | 15                | 16                | 17                | 18                | 19                | 20                |  |
| ------------ | ------------ | ------------ | --------- | --------- | --------- | --------- | --------- | --------------------- | --------------------- | --------------------- | --------------------- | --------------------- | --------------------- | --------------------- | ----------------- | ----------------- | ----------------- | ----------------- | ----------------- | ----------------- | ----------------- | ----------------- |  |
|              |              | Carolina     | Gana      | Gana      | Salvada   | Gana      | Salvada   | Gana                  | Gana                  | Salvada               | Nominada              | Gana                  | Pierde                | Gana                  | Inmune            | Nominada          | Nominada          | Nominada          | Nominada          | Nominada          | Gana              | Ganadora          |  |
|              |              | Alejandro    | En riesgo | Inmune    | Gana      | Salvado   | Inmune    | Salvado               | Inmune                | Gana                  | Gana                  | Pierde                | Gana                  | Inmune                | Gana              | Salvado           | Salvado           | Gana              | Salvado           | Gana              | Gana              | Finalista         |  |
|              |              | Halem        | Gana      | Gana      | Salvado   | Gana      | Salvado   | Gana                  | Gana                  | Nominado              | Pierde                | Gana                  | Salvado               | Gana                  | Riesgo            | Inmune            | Gana              | Salvado           | Gana              | Inmune            | Eliminado         |                   |  |
|              |              | Cindy        | Pierde    | En riesgo | Gana      | Salvada   | Salvada   | Inmune                | Salvada               | Gana                  | Gana                  | Pierde                | Gana                  | Nominada              | Salvada           | Gana              | Riesgo            | Inmune            | Inmune            | Eliminada         |                   |                   |  |
|              |              | Claudia      | Salvada   | Salvada   | Pierde    | Pierde    | Gana      | Gana                  | Gana                  | Pierde                | Pierde                | Gana                  | En riesgo             | Gana                  | Salvada           | Salvada           | Salvada           | Salvada           | Eliminada         |                   |                   |                   |  |
|              |              | Juan David   | Salvado   | Salvado   | Pierde    | En riesgo | Gana      | Gana                  | Gana                  | Inmune                | Salvado               | Gana                  | Nominado              | Gana                  | Nominado          | Salvado           | Inmune            | Eliminado         |                   |                   |                   |                   |  |
|              |              | Stephanie    | Gana      | Gana      | Salvada   | Gana      | Salvada   | Salvada               | Nominada              | Gana                  | Gana                  | Salvada               | Gana                  | Salvada               | Salvada           | Salvada           | Eliminada         |                   |                   |                   |                   |                   |  |
|              |              | Fabián G.    | Gana      | Gana      | Salvado   | Gana      | Salvado   | Gana                  | Gana                  | En riesgo             | Pierde                | Gana                  | Inmune                | Gana                  | Salvado           | Eliminado         |                   |                   |                   |                   |                   |                   |  |
|              |              | Martín       | Gana      | Gana      | Salvado   | Gana      | Salvado   | Nominado              | Pierde                | Gana                  | Gana                  | Inmune                | Gana                  | Pierde                | Eliminado         |                   |                   |                   |                   |                   |                   |                   |  |
|              |              | Jaime        | Inmune    | Pierde    | Gana      | Salvado   | Pierde    | Pierde                | En riesgo             | Gana                  | Gana                  | Nominado              | Gana                  | Eliminado             |                   |                   |                   |                   |                   |                   |                   |                   |  |
|              |              | Fabián M.    | Salvado   | Salvado   | Pierde    | Salvado   | Gana      | Gana                  | Gana                  | Pierde                | Inmune                | Gana                  | Eliminado             |                       |                   |                   |                   |                   |                   |                   |                   |                   |  |
|              |              | Julián       | En riesgo | Pierde    | Gana      | Salvado   | En riesgo | Pierde                | Pierde                | Gana                  | Gana                  | Eliminado             |                       |                       |                   |                   |                   |                   |                   |                   |                   |                   |  |
|              |              | María Luisa  | Salvada   | Salvada   | Pierde    | En riesgo | Gana      | Gana                  | Gana                  | Pierde                | Eliminada             |                       |                       |                       |                   |                   |                   |                   |                   |                   |                   |                   |  |
|              |              | Hassam       | Salvado   | Salvado   | Inmune    | Inmune    | Gana      | Gana                  | Gana                  | Eliminado             |                       |                       |                       |                       |                   |                   |                   |                   |                   |                   |                   |                   |  |
|              |              | Silvia       | Gana      | Gana      | Salvada   | Gana      | Salvada   | Pierde                | Eliminada             |                       |                       |                       |                       |                       |                   |                   |                   |                   |                   |                   |                   |                   |  |
|              |              | Daniel       | Gana      | Gana      | Salvado   | Gana      | Salvado   | Eliminado             |                       |                       |                       |                       |                       |                       |                   |                   |                   |                   |                   |                   |                   |                   |  |
|              |              | Jonathan     | Salvado   | Salvado   | Gana      | Salvado   | Eliminado |                       |                       |                       |                       |                       |                       |                       |                   |                   |                   |                   |                   |                   |                   |                   |  |
|              |              | Mónica       | Salvada   | Salvada   | Pierde    | Eliminada |           |                       |                       |                       |                       |                       |                       |                       |                   |                   |                   |                   |                   |                   |                   |                   |  |
|              |              | Gregorio     | Salvado   | Salvado   | Eliminado |           |           |                       |                       |                       |                       |                       |                       |                       |                   |                   |                   |                   |                   |                   |                   |                   |  |
|              |              | Elizabeth    | Pierde    | Eliminada |           |           |           |                       |                       |                       |                       |                       |                       |                       |                   |                   |                   |                   |                   |                   |                   |                   |  |
|              |              | Lina         | Eliminada |           |           |           |           |                       |                       |                       |                       |                       |                       |                       |                   |                   |                   |                   |                   |                   |                   |                   |  |

Etapa 1 y 2
     El participante gana junto a su equipo el desafío de salvación.
     El participante pierde junto a su equipo el desafío de salvación y/o posteriormente gana junto a su equipo el desafío final y es salvado.
     El participante pierde junto a su equipo todos los desafíos de salvación y finales, posteriormente compite en el desafío individual y se salva de ser nominado.
     El participante pierde junto a su equipo todos los desafíos de salvación y finales, posteriormente compite y gana el desafío individual obteniendo el brazalete de salvación y ganando la "Inmunidad".
     El participante pierde junto a su equipo todos los desafíos de salvación y finales, compite en el desafío individual, es nominado y posteriormente salvado por sus compañeros en el juicio final.
     El participante pierde junto a su equipo todos los desafíos de salvación y finales, compite en el desafío individual y es nominado.
     El participante es nominado, compite y gana el duelo de eliminación.
     El participante es nominado y posteriormente es eliminado de la competencia.
Fusión
     El participante gana el desafío de salvación y es el inmune de la semana al ganar el primer brazalete de salvación.
     El participante gana el desafío final individual y se salva de la eliminación al ganar el segundo brazalete de salvación.
     El participante es salvado de la eliminación gracias al voto de salvación emitido por el inmune de la semana.
     El participante pierde el desafío de salvación y el desafío final individual, pero es salvado.
     El participante pierde todos los desafíos y queda en riesgo de ser nominado, posteriormente se salva al obtener menor cantidad de votos.
     El participante es nominado, compite y gana el duelo de eliminación.
     El participante es nominado y posteriormente es eliminado de la competencia.

## Competencias
"Desafío África 2013: El origen"  se basa prácticamente en competencias en las cuales se prueba a los participantes en fuerza, velocidad, habilidad, equilibrio, etc. Para hacer pruebas de estas, se conforman tres equipos, identificados con un nombre y un color, y se baten en competencias para no eliminar a uno de sus integrantes y permanecer en el "Hotel safari".

### Desafío territorial

#### Etapa 1
| Semana | Hotel safari   | La tribu       | El desierto    | Primer nominado | Segundo nominado | Tercer nominado | Cuarto nominado | Eliminado |
| ------ | -------------- | -------------- | -------------- | --------------- | ---------------- | --------------- | --------------- | --------- |
| 1      | Retadores      | Celebridades   | Sobrevivientes | Lina            | Jonathan         | Julián          | Alejandro       | Lina      |
| 2      | Sobrevivientes | Celebridades   | Retadores      | Elizabeth       | Jonathan         | Cindy           |                 | Elizabeth |
| 3      | Sobrevivientes | Celebridades   | Retadores      | Gregorio        |                  |                 |                 | Gregorio  |
| 4      | Retadores      | Sobrevivientes | Celebridades   | Mónica          | María Luisa      | Juan David      | Fabián M.       | Mónica    |
| 5      | Sobrevivientes | Celebridades   | Retadores      | Jonathan        | Cindy            | Julián          |                 | Jonathan  |

#### Etapa 2
| Semana | Hotel safari | La tribu     | Primer nominado | Segundo nominado | Tercer nominado | Cuarto nominado | Tipo de duelo | Eliminado   |
| ------ | ------------ | ------------ | --------------- | ---------------- | --------------- | --------------- | ------------- | ----------- |
| 6      | Retadores    | Celebridades | Martín          | Daniel           | Stephanie       |                 | Fuerza        | Daniel      |
| 7      | Celebridades | Retadores    | Silvia          | Cindy            | Stephanie       | Jaime           | Habilidad     | Silvia      |
| 8      | Retadores    | Celebridades | Halem           | Hassam           | Fabián G.       | Carolina        | Habilidad     | Hassam      |
| 9      | Retadores    | Celebridades | Carolina        | María Luisa      | Juan David      |                 | Habilidad     | María Luisa |
| 10     | Celebridades | Retadores    | Julián          | Jaime            | Stephanie       |                 | Puntería      | Julián      |
| 11     | Retadores    | Celebridades | Halem           | Fabián M.        | Juan David      | Claudia         | Resistencia   | Fabián M.   |
| 12     | Retadores    | Celebridades | Cindy           | Jaime            | Stephanie       |                 | Coordinación  | Jaime       |

#### Fusión
A partir de la semana 13 dio inicio la "Fusión" que corresponde a la competencia individual. Los participantes esta vez habitarán en un lugar llamado el "Oasis".
| Semana | Juez       | Ganador   | Salvado Juez | En riesgo | Primer duelista | Segundo duelista | Tipo de duelo           | Eliminado  |
| ------ | ---------- | --------- | ------------ | --------- | --------------- | ---------------- | ----------------------- | ---------- |
| 13     | Carolina   | Alejandro | Fabián G.    | Halem     | Martín          | Juan David       | Habilidad               | Martín     |
| 14     | Halem      | Cindy     | Claudia      |           | Fabián G.       | Carolina         | Sin duelo               | Fabián G.  |
| 15     | Juan David | Halem     | Claudia      | Cindy     | Stephanie       | Carolina         | Equilibrio              | Stephanie  |
| 16     | Cindy      | Alejandro | Halem        | Halem     | Juan David      | Carolina         | Agilidad                | Juan David |
| 17     | Cindy      | Halem     | Alejandro    |           | Carolina        | Claudia          | Resistencia             | Claudia    |
| 18     | Halem      | Alejandro |              |           | Cindy           | Carolina         | Habilidad y resistencia | Cindy      |

     El participante es salvado durante el juicio final por el equipo o participante ganador del desafío final.
     El participante es salvado durante el juicio final al obtener menor cantidad de votos.
     El participante es salvado durante el juicio final por el inmune de la semana.

## Desafíos de capitanes
Cada semana se hace una prueba de capitanes donde un representante de cada equipo se enfrenta a sus oponentes con el fin de ganar un premio de 20 millones de pesos que se acumula a lo largo del juego.
| Semana | Representante Retadores    | Representante Celebridades           | Representante Sobrevivientes | Tipo de desafío          | Ganador                              |
| ------ | -------------------------- | ------------------------------------ | ---------------------------- | ------------------------ | ------------------------------------ |
| 1      | Alejandro Herrera          | Hassam Gómez                         | Martín Suárez                | Fuerza y habilidad       | Martín Suárez                        |
| 2      | Cindy Jiménez              | Claudia Moreno                       | Carolina Jaramillo           | Resistencia              | Claudia Moreno                       |
| 3      | Jaime Andrés Espinal       | Fabián Mendoza                       | Daniel Cortés                | Agilidad                 | Jaime Andrés Espinal                 |
| 4      | Julián Arias Cindy Jiménez | María Luisa Calle Juan David Agudelo | Fabián Guzmán Silvia Becerra | Habilidad                | María Luisa Calle Juan David Agudelo |
| 5      | Jonathan Hurtado           | Hassam Gómez                         | Halem Castillo               | Habilidad e inteligencia | Hassam Gómez                         |
| 6      | Alejandro Herrera          | Hassam Gómez                         | Martín Suárez                | Inteligencia y fuerza    | Hassam Gómez                         |

Notas
1. ↑  El capitán perdedor de éste desafío, junto a su equipo bajaban su bandera y se dio inicio a la pre-fusión.

## Desafío de salvación grupal
Cada semana los tres equipos se enfrentan en una prueba, el equipo ganador tiene el privilegio de ser juez en la eliminación y así salvarse y no ser eliminados.
| Semana | Equipo 1     | Equipo 2       | Equipo 3  | Equipo Eximido | Tipo de desafío          | Equipo ganador |
| ------ | ------------ | -------------- | --------- | -------------- | ------------------------ | -------------- |
| 1      | Celebridades | Sobrevivientes |           | Retadores      | Fuerza y resistencia     | Sobrevivientes |
| 2      | Celebridades | Sobrevivientes | Retadores |                | Equilibrio y resistencia | Sobrevivientes |
| 3      | Celebridades | Sobrevivientes | Retadores |                | Habilidad y resistencia  | Retadores      |
| 4      | Celebridades | Sobrevivientes | Retadores |                | Habilidad                | Sobrevivientes |
| 5      | Celebridades | Sobrevivientes | Retadores |                | Resistencia              | Celebridades   |
| 6      | Celebridades | Retadores      |           |                | Resistencia              | Celebridades   |
| 7      | Celebridades | Retadores      |           |                | Habilidad y fuerza       | Celebridades   |
| 8      | Celebridades | Retadores      |           |                | Resistencia y habilidad  | Retadores      |
| 9      | Celebridades | Retadores      |           |                | Resistencia y fuerza     | Retadores      |
| 10     | Celebridades | Retadores      |           |                | Habilidad                | Celebridades   |
| 11     | Celebridades | Retadores      |           |                | Habilidad                | Retadores      |
| 12     | Celebridades | Retadores      |           |                | Fuerza                   | Celebridades   |

Notas
1. ↑  El equipo de los Retadores no participó en el desafío de salvación debido a que un integrante de su equipo se encontraba con problemas de salud y por ello quedaban en desventaja con los otros dos equipos. Cómo consecuencia fueron enviados directamente al desafío final.

## Desafío final
Cada semana los dos equipos restantes se enfrentan entre sí, el equipo ganador se salva de la eliminación y el perdedor se ve obligado a ir a ella, donde perderán a un integrante.
| Semana | Equipo 1     | Equipo 2       | Tipo de desafío          | Equipo ganador |
| ------ | ------------ | -------------- | ------------------------ | -------------- |
| 1      | Celebridades | Retadores      | Resistencia              | Celebridades   |
| 2      | Celebridades | Retadores      | Habilidad                | Celebridades   |
| 3      | Celebridades | Sobrevivientes | Habilidad                | Sobrevivientes |
| 4      | Celebridades | Retadores      | Habilidad y coordinación | Retadores      |
| 5      | Retadores    | Sobrevivientes | Resistencia y habilidad  | Sobrevivientes |

## Desafío individual
El equipo perdedor del desafío final tiene una última oportunidad de enfrentarse todos contra todos para ganarse el brazalete que lo librará de la eliminación.
| Semana | Equipo       | Tipo de desafío          | Participante Ganador |
| ------ | ------------ | ------------------------ | -------------------- |
| 1      | Retadores    | Agilidad                 | Jaime Espinal        |
| 2      | Retadores    | Habilidad                | Alejandro Herrera    |
| 3      | Celebridades | Resistencia              | Hassam Gómez         |
| 4      | Celebridades | Agilidad y coordinación  | Hassam Gómez         |
| 5      | Retadores    | Estrategia               | Alejandro Herrera    |
| 6      | Retadores    | Habilidad                | Cindy Jiménez        |
| 7      | Retadores    | Habilidad                | Alejandro Herrera    |
| 8      | Celebridades | Coordinación y puntería  | Juan David Agudelo   |
| 9      | Celebridades | Memorización y habilidad | Fabián Mendoza       |
| 10     | Retadores    | Habilidad y resistencia  | Martín Suárez        |
| 11     | Celebridades | Resistencia              | Fabián Guzmán        |
| 12     | Retadores    | Equilibrio               | Alejandro Herrera    |
| 13     | Fusión       | Habilidad y rompecabezas | Carolina Jaramillo   |
| 14     | Fusión       | Habilidad                | Halem Castillo       |
| 15     | Fusión       | Equilibrio y resistencia | Juan David Agudelo   |
| 16     | Fusión       | Puntería                 | Cindy Jiménez        |
| 17     | Fusión       | Habilidad y memorización | Cindy Jiménez        |
| 18     | Fusión       | Habilidad y precisión    | Halem Castillo       |

## Desafío final individual
Los perdedores del desafío de salvación individual tiene una última oportunidad de enfrentarse todos contra todos para ganarse el brazalete que lo librará de la eliminación.
| Semana | Equipo | Tipo de desafío            | Participante Ganador |
| ------ | ------ | -------------------------- | -------------------- |
| 13     | Fusión | Resistencia                | Alejandro Herrera    |
| 14     | Fusión | Resistencia y memorización | Cindy Jiménez        |
| 15     | Fusión | Azar y resistencia         | Halem Castillo       |
| 16     | Fusión | Habilidad                  | Alejandro Herrera    |
| 17     | Fusión | Precisión                  | Halem Castillo       |
| 18     | Fusión | Concentración y precisión  | Alejandro Herrera    |

## Desafío millonario
Durante la semana 9 se hizo una prueba donde los participantes se enfrentaron a sus oponentes con el fin de ganar un premio de 30 millones de pesos que se acumula a lo largo del juego, y durante la semana 13 (Inicio de fusión) se rifó un automóvil, siendo el ganador Juan David de las celebridades. A continuación las posiciones obtenidas de cada participante:
| 1.er Lugar:  | Fabián G.   | Juan David | Halem      |  |  |  |  |  |  |  |  |  |  |  |  |  |  |  |  |  |  |  |
| 2.º Lugar:   | Carolina    | Alejandro  | Cindy      |  |  |  |  |  |  |  |  |  |  |  |  |  |  |  |  |  |  |  |
| 3.er Lugar:  | Fabián M.   | Martín     | Juan David |  |  |  |  |  |  |  |  |  |  |  |  |  |  |  |  |  |  |  |
| 4.º Lugar:   | María Luisa | Claudia    | Carolina   |  |  |  |  |  |  |  |  |  |  |  |  |  |  |  |  |  |  |  |
| 5.º Lugar:   | Cindy       | Carolina   | Claudia    |  |  |  |  |  |  |  |  |  |  |  |  |  |  |  |  |  |  |  |
| 6.º Lugar:   | Julián      | Cindy      | Alejandro  |  |  |  |  |  |  |  |  |  |  |  |  |  |  |  |  |  |  |  |
| 7.º Lugar:   | Stephanie   | Halem      |            |  |  |  |  |  |  |  |  |  |  |  |  |  |  |  |  |  |  |  |
| 8.º Lugar:   | Alejandro   | Fabián G.  |            |  |  |  |  |  |  |  |  |  |  |  |  |  |  |  |  |  |  |  |
| 9.º Lugar:   | Juan David  | Stephanie  |            |  |  |  |  |  |  |  |  |  |  |  |  |  |  |  |  |  |  |  |
| 10.º Lugar:  | Jaime       |            |            |  |  |  |  |  |  |  |  |  |  |  |  |  |  |  |  |  |  |  |
| 11.º Lugar:  | Martín      |            |            |  |  |  |  |  |  |  |  |  |  |  |  |  |  |  |  |  |  |  |
| 12.º Lugar:  | Claudia     |            |            |  |  |  |  |  |  |  |  |  |  |  |  |  |  |  |  |  |  |  |
| 13.er lugar: | Halem       |            |            |  |  |  |  |  |  |  |  |  |  |  |  |  |  |  |  |  |  |  |

## Juicio de eliminación

### Equipos
El equipo perdedor del Desafío Final se dirige en consejo para eliminar a uno de sus compañeros. También el equipo ganador del Desafío de Salvación otorga inmunidad a uno del equipo perdedor para no ser expulsado.
| Semana:           | 1                   | 2                   | 3                  | 4                     | 5                  | 6                   | 7                   | 8                   | 9                     | 10                  | 11                   | 12                  |
| ----------------- | ------------------- | ------------------- | ------------------ | --------------------- | ------------------ | ------------------- | ------------------- | ------------------- | --------------------- | ------------------- | -------------------- | ------------------- |
| Inmune:           | Jaime               | Alejandro           | Hassam             | Hassam                | Alejandro          | Cindy               | Alejandro           | Juan David          | Fabián M.             | Martín              | Fabián G.            | Alejandro           |
| Alejandro         | Jonathan            | Elizabeth           |                    |                       | Julián             | Daniel              | Stephanie           |                     |                       | Jaime               |                      | Stephanie           |
| Carolina          |                     |                     |                    |                       |                    |                     |                     | Hassam              | María Luisa           |                     | Fabián M.            |                     |
| Cindy             | Julián              | Elizabeth           |                    |                       | Jonathan           | Daniel              | Silvia              |                     |                       | Julián              |                      | Jaime               |
| Claudia           |                     |                     | Gregorio           | Mónica                |                    |                     |                     | Halem               | Carolina              |                     | Halem                |                     |
| Fabián G.         |                     |                     |                    |                       |                    |                     |                     | Hassam              | María Luisa           |                     | Juan David           |                     |
| Halem             |                     |                     |                    |                       |                    |                     |                     | Hassam              | María Luisa           |                     | Claudia              |                     |
| Juan David        |                     |                     | Gregorio           | María Luisa           |                    |                     |                     | Halem               | Carolina              |                     | Halem                |                     |
| Martín            |                     |                     |                    |                       |                    | Daniel              | Jaime               |                     |                       | Jaime               |                      | Jaime               |
| Stephanie         |                     |                     |                    |                       |                    | Daniel              | Cindy               |                     |                       | Julián              |                      | Cindy               |
| Jaime             | Jonathan            | Jonathan            |                    |                       | Jonathan           | Martín              | Stephanie           |                     |                       | Julián              |                      | Cindy               |
| Fabián M.         |                     |                     | Gregorio           | Mónica                |                    |                     |                     | Halem               | Carolina              |                     | Halem                |                     |
| Julián            | Lina                | Jonathan            |                    |                       | Cindy              | Martín              | Silvia              |                     |                       | Jaime               |                      |                     |
| María Luisa       |                     |                     | Gregorio           | Mónica                |                    |                     |                     | Halem               | Carolina              |                     |                      |                     |
| Hassam            |                     |                     | Gregorio           | Mónica                |                    |                     |                     | Fabián G.           |                       |                     |                      |                     |
| Silvia            |                     |                     |                    |                       |                    | Daniel              | Cindy               |                     |                       |                     |                      |                     |
| Daniel            |                     |                     |                    |                       |                    | Stephanie           |                     |                     |                       |                     |                      |                     |
| Jonathan          | Lina                | Elizabeth           |                    |                       | Cindy              |                     |                     |                     |                       |                     |                      |                     |
| Mónica            |                     |                     | Gregorio           | Juan David            |                    |                     |                     |                     |                       |                     |                      |                     |
| Gregorio          |                     |                     | Gregorio           |                       |                    |                     |                     |                     |                       |                     |                      |                     |
| Elizabeth         | Alejandro           | Cindy               |                    |                       |                    |                     |                     |                     |                       |                     |                      |                     |
| Lina              | Julián              |                     |                    |                       |                    |                     |                     |                     |                       |                     |                      |                     |
| Primer Nominado:  | Jonathan 2/7 votos  | Elizabeth 3/6 votos | Gregorio 7/7 votos | Mónica 4/6 votos      | Jonathan 2/5 votos | Daniel 5/8 votos    | Silvia 2/7 votos    | Halem 4/8 votos     | Carolina 4/7 votos    | Julián 3/6 votos    | Halem 3/6 votos      | Cindy 2/5 votos     |
| Segundo Nominado: | Julián 2/7 votos    | Jonathan 2/6 votos  |                    | María Luisa 1/6 votos | Cindy 2/5 votos    | Stephanie 1/8 votos | Cindy 2/7 votos     | Hassam 3/8 votos    | María Luisa 3/7 votos | Jaime 3/6 votos     | Fabián M. 1/6 votos  | Jaime 2/5 votos     |
| Tercer Nominado:  | Lina 2/7 votos      | Cindy 1/6 votos     |                    | Juan David 1/6 votos  | Julián 1/5 votos   | Martín 2/8 votos    | Stephanie 2/7 votos | Fabián G. 1/8 votos | Juan David 0/7 votos  | Stephanie 0/6 votos | Juan David 1/6 votos | Stephanie 1/5 votos |
| Cuarto Nominado:  | Alejandro 1/7 votos |                     |                    | Fabián M. 0/6 votos   |                    |                     | Jaime 1/7 votos     | Carolina 0/8 votos  |                       |                     | Claudia 1/6 votos    |                     |
| Eliminado:        | Lina                | Elizabeth           | Gregorio           | Mónica                | Jonathan           | Daniel              | Silvia              | Hassam              | María Luisa           | Julián              | Fabián M.            | Jaime               |

1. ↑  Gregorio se autonominó debido a que tenía problemas de salud y la mejor forma de sanarse era dejar el reality.
2. 1 2  Jonathan es salvado por el equipo ganador del primer desafío de salvación en este caso por el equipo de los Sobrevivientes.
3. ↑  Juan David a pesar de no haber obtenido ningún voto queda como nominado al ser salvado por sus compañeros ganadores del desafío de salvación grupal.
4. ↑  Stephanie a pesar de no haber obtenido ningún voto queda como nominada al ser salvada por sus compañeros ganadores del desafío de salvación grupal.
5. ↑  Fabián M. a pesar de no haber obtenido ningún voto queda como nominado al ser salvado por sus compañeros ganadores del desafío de salvación grupal.
6. ↑  Carolina a pesar de no haber obtenido ningún voto queda como nominada al ser salvada por sus compañeros ganadores del desafío de salvación grupal.
7. ↑  Fabián G. al ser el inmune del desafío individual debió desempatar y decidir quienes eran los nominado que debían enfrentarse al desafío de eliminación. Él decidió salvar a Claudia.
8. ↑  Jaime al ser el inmune del desafío individual debió desempatar y decidir quién era el eliminado. Él eligió a Lina.

### Competencia individual "Fusión"
| Participante      | Semana               | Semana              | Semana              | Semana               | Semana             | Semana             |
| Participante      | 13                   | 14                  | 15                  | 16                   | 17                 | 18                 |
| ----------------- | -------------------- | ------------------- | ------------------- | -------------------- | ------------------ | ------------------ |
| Inmune:           | Carolina             | Halem               | Juan David          | Cindy                | Cindy              | Halem              |
| Ganador:          | Alejandro            | Cindy               | Halem               | Alejandro            | Halem              | Alejandro          |
| Salvado:          | Fabián G.            | Claudia             | Claudia             | Halem                | Alejandro          |                    |
| Alejandro         | Halem                | Carolina            | Stephanie           | Carolina             | No votó            | No votó            |
| Carolina          | No votó              | Fabián G.           | Cindy               | Halem                | No votó            | No votó            |
| Cindy             | Halem                | Carolina            | Claudia             | No votó              | No votó            | No votó            |
| Halem             | Juan David           | No votó             | Claudia             | Juan David           | No votó            | No votó            |
| Claudia           | Martín               | Fabián G.           | Stephanie           | Halem                | No votó            |                    |
| Juan David        | Martín               | Fabián G.           | No votó             | Halem                |                    |                    |
| Stephanie         | Juan David           | Fabián G.           | Carolina            |                      |                    |                    |
| Fabián G.         | Martín               | Carolina            |                     |                      |                    |                    |
| Martín            | Juan David           |                     |                     |                      |                    |                    |
| Primer Duelista:  | Martín 3/8 votos     | Fabián G. 4/7 votos | Stephanie 2/6 votos | Juan David 1/5 votos | Carolina 0/5 votos | Cindy 0/4 votos    |
| Segundo Duelista: | Juan David 3/8 votos | Carolina 3/7 votos  | Carolina 1/6 votos  | Carolina 1/5 votos   | Claudia 0/5 votos  | Carolina 0/4 votos |
| Eliminado:        | Martín               | Fabián G.           | Stephanie           | Juan David           | Claudia            | Cindy              |

## Batalla final
La batalla final se llevó a cabo el día jueves 5 de septiembre de 2013, donde participaron los 3 semifinalistas en competencia. El perdedor de la prueba fue automáticamente eliminado y los dos restantes pasaron a ser los dos grandes finalistas del Desafío África y el título de Conquistadores del África.
| Semifinalistas     | Tipo de Competencia                                                                             | Finalistas         |
| ------------------ | ----------------------------------------------------------------------------------------------- | ------------------ |
| Alejandro Herrera  | Puntería, rompecabezas, memorización, habilidad, resistencia, equilibrio, precisión y agilidad. | Alejandro Herrera  |
| Carolina Jaramillo | Puntería, rompecabezas, memorización, habilidad, resistencia, equilibrio, precisión y agilidad. | Carolina Jaramillo |
| Halem Castillo     | Puntería, rompecabezas, memorización, habilidad, resistencia, equilibrio, precisión y agilidad. |                    |

## Gran final
La gran final se llevó a cabo el día miércoles, 11 de septiembre de 2013, donde los 2 finalistas se enfrentaron al veredicto del público. La gala fue emitida en vivo y en directo desde Bogotá, Colombia. El ganador obtuvo un premio de 600 millones de pesos. Cabe destacar que en la gala final estuvieron invitados algunos integrantes de la tribu Cerer.
| Finalistas         | Ganadora           |
| ------------------ | ------------------ |
| Alejandro Herrera  |                    |
| Carolina Jaramillo | Carolina Jaramillo |

## Premios"Desafío 2013"[10]
| Categoría           | Nominado N.º 1                         | Nominado N.º 1                         | Nominado N.º 2                      | Nominado N.º 2                      | Nominado N.º 3                               | Nominado N.º 3                               | Nominado N.º 4 | Nominado N.º 4 | Nominado N.º 5     | Nominado N.º 5     | Nominado N.º 6    | Nominado N.º 6    | Nominado N.º 7      | Nominado N.º 7      | Ganador                                      | Ganador                                      |
| ------------------- | -------------------------------------- | -------------------------------------- | ----------------------------------- | ----------------------------------- | -------------------------------------------- | -------------------------------------------- | -------------- | -------------- | ------------------ | ------------------ | ----------------- | ----------------- | ------------------- | ------------------- | -------------------------------------------- | -------------------------------------------- |
| Mejor Celebridad    | Claudia Moreno                         | Claudia Moreno                         | Fabián Mendoza                      | Fabián Mendoza                      | Gregorio Pernía                              | Gregorio Pernía                              | Hassam Gómez   | Hassam Gómez   | Juan David Agudelo | Juan David Agudelo | María Luisa Calle | María Luisa Calle | Mónica Rodríguez    | Mónica Rodríguez    | Claudia Moreno                               | Claudia Moreno                               |
| Mejor Retador       | Alejandro Herrera                      | Alejandro Herrera                      | Cindy Jiménez                       | Cindy Jiménez                       | Elizabeth Loaiza                             | Elizabeth Loaiza                             | Jaime Espinal  | Jaime Espinal  | Jonathan Aaron     | Jonathan Aaron     | Julián Arias      | Julián Arias      | Lina María Quintero | Lina María Quintero | Alejandro Herrera                            | Alejandro Herrera                            |
| Mejor Sobreviviente | Carolina Jaramillo                     | Carolina Jaramillo                     | Halem Castillo                      | Halem Castillo                      | Fabián Guzmán                                | Fabián Guzmán                                | Daniel Cortés  | Daniel Cortés  | Martín Suárez      | Martín Suárez      | Silvia Becerra    | Silvia Becerra    | Stephanie Carrillo  | Stephanie Carrillo  | Carolina Jaramillo                           | Carolina Jaramillo                           |
| Mejor Cuerpo        | Claudia Moreno                         | Claudia Moreno                         | Gregorio Pernía                     | Gregorio Pernía                     | Elizabeth Loaiza                             | Elizabeth Loaiza                             | Martín Suárez  | Martín Suárez  | Stephanie Carrillo | Stephanie Carrillo |                   |                   |                     |                     | Claudia Moreno                               | Claudia Moreno                               |
| Mejor Grito         | Jaime cuando derrota a Julián          | Jaime cuando derrota a Julián          | Martín cuando derrota a Daniel      | Martín cuando derrota a Daniel      | Grito de Guerra de Martín                    | Grito de Guerra de Martín                    |                |                |                    |                    |                   |                   |                     |                     | Grito de Guerra de Martín                    | Grito de Guerra de Martín                    |
| Mejor Caída         | Julián en pleno juego                  | Julián en pleno juego                  | Lesión de Gregorio Pernía           | Lesión de Gregorio Pernía           | Pantano en prueba millonaria                 | Pantano en prueba millonaria                 |                |                |                    |                    |                   |                   |                     |                     | Pantano en prueba millonaria                 | Pantano en prueba millonaria                 |
| Mejor Pelea         | Jhonatan y Cindy                       | Jhonatan y Cindy                       | Martín y Daniel                     | Martín y Daniel                     | Jhonatan y Jaime                             | Jhonatan y Jaime                             |                |                |                    |                    |                   |                   |                     |                     | Martín y Daniel                              | Martín y Daniel                              |
| Momento más Picante | Picante Pole dance de los Retadores    | Picante Pole dance de los Retadores    | Silvia, Stephanie y Cindy en Bikini | Silvia, Stephanie y Cindy en Bikini | Elizabeth Loaiza se baña en Topless          | Elizabeth Loaiza se baña en Topless          |                |                |                    |                    |                   |                   |                     |                     | Elizabeth Loaiza se baña en Topless          | Elizabeth Loaiza se baña en Topless          |
| Momento más Trágico | Mama Rama llora la partida de Gregorio | Mama Rama llora la partida de Gregorio | Las lloradas de Mónica Rodríguez    | Las lloradas de Mónica Rodríguez    | La caída de la bandera en los Sobrevivientes | La caída de la bandera en los Sobrevivientes |                |                |                    |                    |                   |                   |                     |                     | La caída de la bandera en los Sobrevivientes | La caída de la bandera en los Sobrevivientes |
| Peor Oso            | Borrachera de Julián                   | Borrachera de Julián                   | Borrachera de Daniel                | Borrachera de Daniel                | Las locuras de Daniel                        | Las locuras de Daniel                        |                |                |                    |                    |                   |                   |                     |                     | Borrachera de Julián                         | Borrachera de Julián                         |

## Premios y nominaciones

### Promax Latinoamérica 2013
| Año  | Categoría                        | Resultado |
| ---- | -------------------------------- | --------- |
| 2013 | Mejor diseño de logo de programa | Ganador   |

### Premios India Catalina
| Año  | Categoría     | Resultado |
| ---- | ------------- | --------- |
| 2014 | Mejor reality | Ganador   |